# Wasserklotz
Wasserklotz är en bergstopp i Österrike.   Den ligger i distriktet Steyr-Land och förbundslandet Oberösterreich, i den centrala delen av landet, 150 km väster om huvudstaden Wien. Toppen på Wasserklotz är 1 346 meter över havet. Wasserklotz ingår i Reichraminger Hintergebirge.
Terrängen runt Wasserklotz är kuperad åt nordost, men åt sydväst är den bergig. Närmaste större samhälle är Landl, 18,9 km öster om Wasserklotz. 
I omgivningarna runt Wasserklotz växer i huvudsak blandskog. Runt Wasserklotz är det ganska glesbefolkat, med 25 invånare per kvadratkilometer.